# Lac Duquet
Der Lac Duquet ist ein See auf der Ungava-Halbinsel im Norden der kanadischen Provinz Québec.

## Lage
Der Lac Duquet befindet sich 110 km nordöstlich der an der Hudson Bay gelegenen Siedlung Puvirnituq. Der etwa 145 m hoch gelegene See liegt im Bereich des Kanadischen Schildes. Den wichtigsten Zufluss des Lac Duquet bildet der Abfluss des nördlich benachbarten Sees Lac Ikirtuuq. Dieser wird vom 35 km nordöstlich gelegenen Lac Lesdiguières gespeist. Das Wasser des Lac Duquet fließt nach Süden zum nahegelegenen Lac Couture ab. Der Lac Duquet besitzt eine große offene Wasserfläche, die eine ovale Gestalt mit Nord-Süd-Ausrichtung darstellt. Inseln befinden sich im Randbereich des Sees, darunter eine größere im Süden des Sees. Die Seefläche beträgt ungefähr 60 km². Die Längsausdehnung in NNW-SSO-Richtung beträgt 12,5 km, die maximale Breite liegt bei 5 km.

## Namensgebung
Der Seename, der an einen königlichen Notar des 17. Jahrhunderts erinnert, wurde 1946 offiziell bestätigt.